# Henry F. Gerecke
Henry Fred „Hank“ Gerecke (* 2. August 1893 in Gordonville, Missouri; † 11. Oktober 1961 in Chester, Illinois) war ein US-amerikanischer lutherischer Pastor. Besondere Bekanntheit erlangte er, als er im Rahmen des Nürnberger Prozesses gegen die Hauptkriegsverbrecher die evangelischen Angeklagten seelsorgerlich betreute.

## Leben

### Bis zum Zweiten Weltkrieg
Henry Gerecke wuchs als Kind des Farmers Herman Gerecke und dessen Frau Caroline geb. Kelpe in Gordonville (Missouri) auf. Beide Eltern waren deutschstämmig und tiefreligiös. Nach der Schule besuchte Henry Gerecke von 1913 bis 1918 das St. John’s College in Winfield (Kansas), eine von deutschen Einwanderern gegründete theologische Hochschule, wo Gerecke seine bereits im Elternhaus erworbenen Deutschkenntnisse noch weiter ausbauen konnte. Nach erfolgreichem Hochschulabschluss belegte er zur Vorbereitung auf den Pastorendienst das Concordia Seminar in St. Louis. 1926 wurde er als lutherischer Pastor der Christ Lutheran Church ordiniert und übte dieses Amt bis 1935 aus, als er zum Leiter der Lutheran City Mission (Lutherische Stadtmission) von St. Louis berufen wurde. Diese Organisation hatte es sich vorrangig auf die Fahne geschrieben, „den Elenden, Entmutigten, Armen, Kranken und Sterbenden“ sowohl in geistlicher als auch in menschlicher Hinsicht Unterstützung zu leisten. In der Folgezeit bewältigte Gerecke ein enormes Arbeitspensum. Nicht zuletzt war er auch darum bemüht, die Arbeitslosen von der Straße zu holen und ihnen eine Erwerbsmöglichkeit zu geben, weswegen er eigens ein kleines Unternehmen gründete, die Lutheran Mission Industries. 1936 begann Gerecke eine Arbeit unter den Häftlingen des städtischen Gefängnisses und hielt regelmäßige Gottesdienste ab, die jedes Mal gut besucht waren. Gerecke merkte in diesem Zusammenhang an: „Wo das Evangelium vom Blut Jesu gepredigt wird, hören selbst Mörder zu.“ Was ihn bei seinen rastlosen Bemühungen antrieb, erklärte Gerecke mit dem Missionsbefehl Jesu: „Vergesst es nicht, wir sind hinter Seelen her, hinter irrenden, verlorenen Schafen. Einigen von ihnen wird die Hölle erspart bleiben, weil ihr uns mit dem Evangelium zu ihnen geschickt habt.“
1918, gleich zu Beginn seines Aufenthaltes in St. Louis, hatte Gerecke die Süßwarenverkäuferin Alma Bender (1901–1992; auch sie deutschstämmig) kennengelernt, die er im darauffolgenden Jahr heiratete. Das Paar bekam drei Söhne: Henry („Hank“), Carlton („Corky“) und Roy.
Während des Zweiten Weltkrieges verließ er am 17. August 1943 St. Louis, um Militärgeistlicher der US-Armee zu werden. Nach einem kurzen Aufenthalt im Fort Jackson (South Carolina) wurde er im März 1944 nach England übergesetzt. Dort arbeitete er im 98th General Hospital, wo er 14 Monate lang die Kranken und Verwundeten betreute. Im Juni 1945, kurz nach Ende des Krieges, wurde das Lazarett nach Frankreich verlegt, einen Monat später nach München. Dort sah er das befreite Konzentrationslager Dachau. Seine Söhne Henry und Carlton wurden im Krieg schwer verwundet.
Anfang November 1945 wurde Gerecke in das Büro seines Vorgesetzten, Colonel James Sullivan, gerufen. Er erfuhr, dass er zum 6850th Internal Security Detachment nach Nürnberg versetzt werden solle, um als Kaplan und Seelsorger der dort vor Gericht stehenden NS-Kriegsverbrecher tätig zu werden. Ursprünglich sollte Kaplan Carl R. Eggers diese Aufgabe übernehmen, aber als das Gericht am 12. November 1945 von Berlin nach Nürnberg umzog, ging die Anfrage an Gerecke. Sullivan wies darauf hin, dass es sich um den denkbar unpopulärsten Auftrag handele, und riet ihm, mit Verweis auf sein Alter (52) in die Reserve zu gehen. Nach ein paar Tagen Bedenkzeit entschied sich Gerecke, den Auftrag anzunehmen. Er wurde aus drei Gründen von der US-Armee damit beauftragt: Er sprach deutsch, hatte Erfahrung in der Gefangenenseelsorge und war evangelisch-lutherisch. 15 der 21 Angeklagten waren evangelisch, die restlichen sechs römisch-katholisch. Für die Seelsorge der Katholiken war der Geistliche Sixtus O’Connor zuständig. Der Commanding Officer des Gefängnisses, Colonel Burton Andrus, erklärte ihnen, dass Seelsorge und das Feiern von Gottesdiensten mit jedem Gefangenen erlaubt sei, aber nur, wenn die Gefangenen dies wünschten.

### Seelsorger in Nürnberg
Anmerkung: Da Gerecke über seine Erlebnisse stets auf Englisch berichtete, sind es die Zitate ebenfalls, obwohl meist Deutsch gesprochen wurde.
| Henry Gerecke          | Sixtus O’Connor     |
| ---------------------- | ------------------- |
| Karl Dönitz            | Hans Frank          |
| Wilhelm Frick          | Alfred Jodl         |
| Hans Fritzsche         | Ernst Kaltenbrunner |
| Walther Funk           | Franz von Papen     |
| Hermann Göring         | Arthur Seyß-Inquart |
| Rudolf Heß             | Julius Streicher    |
| Wilhelm Keitel         |                     |
| Konstantin von Neurath |                     |
| Erich Raeder           |                     |
| Joachim von Ribbentrop |                     |
| Alfred Rosenberg       |                     |
| Fritz Sauckel          |                     |
| Hjalmar Schacht        |                     |
| Baldur von Schirach    |                     |
| Albert Speer           |                     |

Am 12. November 1945 nahm Gerecke seine Arbeit auf. Er entschied sich, jeden Gefangenen zunächst einzeln zu besuchen. In der ersten Zelle saß Rudolf Heß. Gerecke reichte ihm die Hand und Heß nahm an. Auf Deutsch fragte ihn Gerecke: “Would you care to attend chapel service on Sunday evening?” Heß verneinte auf Englisch. Also fragte Gerecke ebenfalls auf Englisch: “Do you feel you can get along as well without attending as if you did?”, woraufhin dieser antwortete: “I expect to be extremely busy preparing my defense, if I have any praying to do, I’ll do it right here in my cell. I’ll not have to come upstairs to pray to your god.” In der nächsten Zelle saß Hermann Göring, lesend und eine Meerschaumpfeife rauchend. In dem Gespräch akzeptierte er begeistert, am Gottesdienst teilzunehmen. Später meinte der Gefängnispsychologe gegenüber Gerecke, dass Göring dies nur tat, um für eine Weile aus seiner Zelle zu kommen.
In der dritten Zelle saß Wilhelm Keitel und las die Bibel. Als Gerecke ihn darauf ansprach, antwortete er: “I know from this book that God can love a sinner like me.” Im folgenden Gespräch erklärte er sich bereit, am Gottesdienst teilzunehmen, und bat ihn, seiner Andacht beizuwohnen. Keitel kniete sich neben sein Bett, begann zu beten und gestand viele Sünden. Dann erteilte Gerecke ihm seinen Segen. In der vierten Zelle saß Fritz Sauckel. Er sagte zu, am Gottesdienst teilzunehmen, und wollte von Gerecke wissen, wie er sich am besten darauf vorbereiten könne. Admiral Raeder sagte ebenfalls zu, da er bereits vorher von sich aus Interesse daran geäußert hatte. Karl Dönitz war an spirituellen Dingen nicht interessiert, sagte aber zu.
In der nächsten Zelle saß Joachim von Ribbentrop. Er hatte Zweifel am christlichen Glauben, die er Gerecke in den Monaten vor dem Urteilsspruch auch mitteilte. Ribbentrop lehnte eine Teilnahme am Gottesdienst ab. Der Insasse der nächsten Zelle, Alfred Rosenberg, hatte ebenfalls kein Interesse am Glauben, sagte aber wie Walther Funk und Hans Fritzsche seine Teilnahme am Gottesdienst zu. Baldur von Schirach, Wilhelm Frick und Albert Speer sagten ebenfalls zu, am Sonntag in die Kapelle zu kommen.
Am folgenden Sonntag, dem 18. November 1945, fand der erste Gottesdienst statt. Dafür wurde die Wand zwischen zwei Zellen entfernt, um eine kleine Kapelle mit Orgel aufzubauen. Ein ehemaliger Obersturmbannführer der SS diente als Organist. Von den 15 bereitgestellten Stühlen wurden 13 besetzt, Heß und Rosenberg kamen nicht. Ihre Plätze wurden beim ersten Mal von den Zeugen Albert Kesselring und Heß’ früherem Sekretär belegt. Nach dem Ende des Gottesdienstes wollte Sauckel Gerecke in seiner Zelle sehen, wo sie ein paar Worte wechselten und miteinander beteten. In den darauf folgenden Wochen bekam er seine eigene Bibel und eine Unterweisung im Katechismus. Als Weihnachten 1945 vor der Türe stand, erweiterte sich der Kreis der Kommunikanten um Schellenberg, Fritzsche, von Schirach und Speer. Keitel folgte ebenfalls. Im Sommer 1946 kamen noch Raeder und Ribbentrop hinzu.
Dem nun 53-jährigen Henry Gerecke wurde erlaubt, im Spätsommer 1946 zurück in die Vereinigten Staaten zu seiner Familie zu reisen. Als die Angeklagten davon erfuhren, schrieb Hans Fritzsche am 14. Juni 1946 einen Brief an Frau Gerecke, der nicht nur von den Protestanten, sondern auch von den katholischen Angeklagten sowie Heß und Rosenberg unterschrieben wurde. Der Brief wurde mit einer Übersetzung und einer Erklärung an Gereckes Frau geschickt:
“My dear Mrs. Gerecke,
Your husband, Pastor Gerecke, has been taking religious care of the undersigned … during the Nürnberg trial. He has been doing so for more than half a year. We have now heard, dear Mrs. Gerecke, that you wish to see him back home … we understand this wish very well. Nevertheless we are asking you to put off your wish to gather your family around you. Please consider that we cannot miss your husband now. Our dear Chaplain Gerecke is necessary for us, not only as a pastor, but also as the thoroughly good man that he is. In this stage of the trial it is impossible for any other man than him to break through the walls that have been built up around us, in a spiritual sense even stronger than in a material one. Therefore please leave him with us. We shall be deeply indebted to you. We send our best wishes to you and your family. God be with you.”
Alma Gerecke bat ihren Mann daraufhin zu bleiben.

### Urteile und Hinrichtung
Bevor die Richter ihre Urteile verkündeten, organisierten Gerecke und O’Connor Familienbesuche für die Gefangenen. Edda Göring bekannte auf Nachfrage Gereckes, dass sie jede Nacht bete, damit ihr Vater „sein Herz öffne und Jesus hereinlasse“. Rosenbergs 13-jährige Tochter war weniger freundlich; auf die Frage, ob er etwas für sie tun könne, wollte sie von Gerecke lediglich eine Zigarette. Am 1. Oktober 1946 wurden die Urteile gesprochen. Göring, Ribbentrop, Keitel, Frick, Sauckel und Rosenberg wurden zum Tode verurteilt. Von den römisch-katholischen Angeklagten erhielten fünf von sechs die Höchststrafe. Nach der Urteilsverkündung wurden die Gottesdienste aus Sicherheitsgründen eingestellt.
Um etwa 20:30 Uhr am Abend vor der Hinrichtung führte Gerecke sein letztes Gespräch mit Göring, bevor dieser am nächsten Morgen als Erster erhängt werden sollte. In diesem Gespräch verlangte Göring die Eucharistie, leugnete jedoch den christlichen Glauben. Als Gerecke ihm dies verweigerte, da er Christus nicht als Heiland anerkenne, meinte er nur: “I’ll take my chances, my own way”. Der Vollstreckung des Urteils entzog er sich dann in derselben Nacht durch Selbsttötung mit einer Zyankali-Giftkapsel. Der Gefängniskommandant Colonel Andrus beauftragte Gerecke, den anderen Gefangenen mitzuteilen, was Göring getan hatte.
Um 1 Uhr wurde Ribbentrop als Erster geholt. Als er zum Galgen geführt wurde, sagte er Gerecke, er vertraue auf Christus. Nachdem er gefesselt war, wurde er von einem amerikanischen Offizier nach seinen letzten Worten gefragt. Er antwortete: “I place all my confidence in the Lamb who made atonement for my sins. May God have mercy on my soul”, drehte sich zu Gerecke und meinte: “I’ll see you again.” Dann wurde ihm eine Kapuze über den Kopf gezogen und die Falltür geöffnet. Die Hinrichtung von Keitel und Sauckel verlief ähnlich. Frick meinte, er sei zu dem Glauben gekommen, dass Christus seine Sünden fortgewaschen hätte. Alfred Rosenberg wurde als letzter der Protestanten hingerichtet. Gerecke fragte, ob er ein Gebet für ihn sprechen solle. Rosenberg lehnte dankend ab.

### Nach Nürnberg und Tod
Nach dem Nürnberger Prozess wurde Henry Gerecke vom Captain zum Major befördert. Am 16. November 1946 verließ er Deutschland und kehrte nach St. Louis zurück, wo er zum Gefängniskaplan der US Army Disciplinary Barracks in Milwaukee ernannt wurde. Dort verrichtete er 33 Monate lang seinen Dienst, bis er am 1. Juli 1950 aus dem Militärdienst entlassen wurde.
Nach seiner Armeezeit wurde er Pastor der St. John Lutheran Church in Chester. Parallel dazu war er auch als Missionar im Menard State Penitentiary für 800 Gefangene verantwortlich. Als er am 11. Oktober 1961 zu einer Bibelstunde ins Gefängnis fuhr, erlitt er einen Herzinfarkt und starb im Alter von 68 Jahren.

## Nachwirkungen
Gerecke berichtete öffentlich von seiner Funktion in Nürnberg und schrieb über seine Erlebnisse in diversen kirchlichen und anderen Publikationen. Die Quellen werden heute im Concordia Historical Institute in St. Louis gelagert, dem Archiv der Lutheran Church – Missouri Synod. Basierend auf diesen Berichten schrieb Frederick Grossmith († 2002) das Buch The Cross and the Swastika, das 1984 erschien und die Geschichte des Kaplans in Nürnberg erzählt. Er interviewte dazu auch Albert Speer. Die einzige wissenschaftliche Bewertung von Gereckes Arbeit wurde von Nicholas M. Railton von der University of Ulster vorgenommen. Der von ihm dazu geschriebene Artikel Henry Gerecke and the Saints of Nuremberg erschien auf Englisch in der wissenschaftlichen Fachzeitschrift Kirchliche Zeitgeschichte im Januar 2000.
Etwa 2007/08 kam in einem Antiquariat in Los Angeles eine Ausgabe eines Neuen Testaments von 1938 per Post an. Auf den letzten Seiten waren handschriftliche Unterschriften von 19 Angeklagten der Nürnberger Kriegsverbrecherprozesse zu sehen, einschließlich derer von Göring, von Ribbentrop, Albert Speer und Julius Streicher. Offenbar fingen die Gefängniswärter an, von den Angeklagten Mitbringsel im Austausch für Zigaretten zu bekommen. Gemäß dem Leiter des Antiquariats war es höchstwahrscheinlich ein Gefängniswärter, der den Angeklagten ein paar Zigaretten besorgte und dafür ein von ihnen mit Autogramm versehenes Neues Testament erhielt.
Im Gegensatz zu Henry Gerecke berichtete Sixtus O’Connor nie über seine Erlebnisse in Nürnberg. Gereckes Motiv war es, die Erinnerung daran zu bewahren, auch wenn er und O’Connor gestorben seien. Im Jahr 2010 wurde zu Ehren Gereckes ein beleuchtbares Kreuz auf dem Dach der St. John Lutheran Church in Chester errichtet. Das Gerecke Memorial Cross wurde am 1. August 2010 geweiht.